# Antonomasi
Antonomasi (från grekiskans ἀντονομασία) är en retorisk stilfigur där man låter ett egennamn beteckna en egenskap. Retoriska stilfigurer återfinns under parteslärans elocutio, vilket är konsten att smycka språket. 
I den klassiska retorikboken Ad Herennium beskrivs antonomasi snarare som en kombination av de moderna tolkningarna av både antonomasi och perifras.
Engelskans antonomasi, antonomasia, beskrivs istället som att man ersätter ett egennamn mot ett epitet eller fras som är starkt kopplat till personen, exempelvis "The boy who lived" om Harry Potter eller "The King" för Elvis Presley.

## Exempel
- "Här kommer Zlatan" – om en person som är duktig på fotboll.
- "Och plötsligt la sig Dalai Lama i diskussionen"[1] – om en person som speglar hans läror.
- "Vi har en ny Birgit Nilsson" – om en person som är duktig på att sjunga opera.